# اعتراض (دستور زبان)
اعتراض یا حَشو اصطلاحی است از مباحث درازگویی در علم معانی، و همچنین در علم بدیع. اعتراض یا حشو آن است که در میانِ سخن لفظی یا عبارتی بیاورند که در سیاقِ اصلی سخن به آن نیازی نباشد.
در اصطلاح بلاغت به آن اعتراض الکلام قبل التمام می‌گویند. همان واژه، تعبیر یا جمله معترضهٔ که اگر حذف شود در معنی خللی پدید نمی‌آید.